# Rut Hoffsten
Rut Alva Maria Hoffsten, född 14 november 1929 i Linköping, död 8 augusti 2019 i Malmö, var en svensk skådespelare. Hon var verksam i Helsingborg under en stor del av sin karriär. Hoffsten var syster till jazzmusikern Gunnar Hoffsten samt faster till konstnären Lars Hoffsten och bluessångerskan Louise Hoffsten.

## Biografi
Hoffsten var redan i unga år intresserad av att bli skådespelare men utbildade sig på föräldrarnas inrådan först till småskollärare vid seminariet i Norrköping. Men under studietiden spelade hon teater och framträdde bland annat med Tage Danielsson i Tjechovs enaktare Björnen.
Hon kom in vid Norrköping-Linköping stadsteaters elevskola 1950 och var därefter engagerad vid denna teater. Efter ett år vid Uppsala stadsteater följde 1956 engagemang vid Helsingborgs stadsteater tack vare den nye teaterchefen Johan Falck som sett henne spela i musikalen Boyfriend i Uppsala. Från 1983 var hon verksam vid Malmö stadsteater, efter att Claes Sylwander blivit teaterchef i Malmö istället för Helsingborg. Hoffsten har spelat i såväl talpjäser som musikaler, bland annat operetten Lilla Helgonet 1955, Pariserliv 1957 och Dödsdansen 1976. Hon gjorde den kvinnliga huvudrollen som fru Loman i En handelsresandes död 1975.
Hon spelade mot Nils Poppe i Spelman på taket 1979 och Sista sommaren 1982, båda på Helsingborgs stadsteater. Hon medverkade även i Poppes Blomman från Hawaii på Fredriksdalsteatern sommaren 1991. I Malmö fick hon göra en helt nyskriven roll i musikalen Sound of Music 1990. Hon gästspelade även på Borås stadsteater i klassikern Markurells i Wadköping. På senare år återkom hon till Helsingborgs stadsteater i pjäser som bland annat Fadren och  Farliga förbindelser. Rut Hoffsten medverkade också i film- och TV-produktioner, bland annat Våning för 4 och Mor gifter sig.
Hoffsten var gift med läkaren Wilhelm Hellsten från 1957 till hans död 1971. Hon är begravd på Pålsjö kyrkogård.

## Filmografi
- 1954 – Östermans testamente
- 1973 – Kvartetten som sprängdes (TV-serie)
- 1979 – Mor gifter sig (TV-serie)
- 1979 – Våning för 4
- 1980 – Den enes död...
- 1992 – Blomman från Hawaii

## Teater

### Roller
| År   | Roll                                          | Produktion | Regi                             | Teater                           |
| ---- | --------------------------------------------- | --- | -------------------------------- | -------------------------------- |
| 1951 |                                               | Blodsbröllop (Bodas de Sangre) Federico García Lorca                                                              | Johan Falck                      | Norrköping-Linköping stadsteater |
| 1951 |                                               | Å, en sån dag (Call It a Day) Dodie Smith                                                                         | Gerda Wrede                      | Norrköping-Linköping stadsteater |
| 1951 |                                               | Sällskapsresan (Selskapsrejsen) Leck Fischer                                                                      | Thore Wallengren                 | Norrköping-Linköping stadsteater |
| 1951 |                                               | Robespierre Rudolf Värnlund                                                                                       | Johan Falck                      | Norrköping-Linköping stadsteater |
| 1951 |                                               | Premiär nästa måndag (On Monday next) Philip King                                                                 | Gunnar Skoglund                  | Norrköping-Linköping stadsteater |
| 1952 |                                               | Drömresan Gunnar Falk                                                                                             | Sture Ericson                    | Norrköping-Linköping stadsteater |
| 1952 | Ann Tower                                     | Jane W. Somerset Maugham                                                                                          | Keve Hjelm                       | Norrköping-Linköping stadsteater |
| 1952 | Phoebe                                        | När skymningen föll (The Day’s Mischief) Lesley Storm                                                             | Keve Hjelm                       | Norrköping-Linköping stadsteater |
| 1952 | Gudmodern                                     | Askungen (Cinderella) Charlotte B Chorpenning                                                                     | Sture Ericson                    | Norrköping-Linköping stadsteater |
| 1952 | Grevinnan                                     | Lorden från gränden (Me and My Girl) L Arthur Rose och Noel Gay                                                   | Nils Poppe                       | Norrköping-Linköping stadsteater |
| 1953 | Solveig                                       | Peer Gynt Henrik Ibsen                                                                                            | Johan Falck                      | Norrköping-Linköping stadsteater |
| 1953 | Mildred                                       | Ljuva ungdomstid (Ah, Wilderness) Eugene O’Neill                                                                  | Rune Carlsten                    | Norrköping-Linköping stadsteater |
| 1953 | Lucy                                          | Tolvskillingsoperan (Die Dreigroschenoper) Bertolt Brecht och Kurt Weill                                          | John Zacharias                   | Norrköping-Linköping stadsteater |
| 1953 | Rödluvan                                      | Rödluvan (Rotkäppchen) Robert Bürkner                                                                             | Ingrid Luterkort                 | Norrköping-Linköping stadsteater |
| 1953 | Isabelle Ducotel                              | Trasiga änglar (La Cuisine des Anges) Albert Husson                                                               | Olof Thunberg                    | Norrköping-Linköping stadsteater |
| 1954 | Veronica                                      | Kvinnor i skymning (Women of twilight) Sylvia Rayman                                                              | Ingrid Luterkort                 | Norrköping-Linköping stadsteater |
| 1954 | Ann Welch                                     | Älskande kvinna (The Deep Blue Sea) Terence Rattigan                                                              | John Zacharias                   | Norrköping-Linköping stadsteater |
| 1954 | Leonora                                       | Henrik och Pernille (Henrik og Pernille) Ludvig Holberg                                                           | Ingrid Luterkort                 | Norrköping-Linköping stadsteater |
| 1954 | Jenny                                         | Dödsdansen August Strindberg                                                                                      | John Zacharias                   | Norrköping-Linköping stadsteater |
| 1955 | Viviane Gimblette Denise de Flavigny (Inhopp) | Lilla Helgonet (Mam'zelle Nitouche) Henri Meilhac, Albert Millaud och Florimond Hervé                             | Olof Thunberg                    | Norrköping-Linköping stadsteater |
| 1955 | Fru Zettergren                                | Pippi Långstrump Astrid Lindgren                                                                                  | Bertil Norström                  | Norrköping-Linköping stadsteater |
| 1955 | Rebecca Gibbs                                 | Vår lilla stad (Our town) Thornton Wilder                                                                         | Ingrid Luterkort                 | Norrköping-Linköping stadsteater |
| 1955 | Bianca                                        | Så tuktas en argbigga (The Taming of the Shrew) William Shakespeare                                               | John Zacharias                   | Norrköping-Linköping stadsteater |
| 1955 |                                               | Kärlekens villervalla (Die hellgelben Handschuhe) Willi Kollo                                                     | Ingalill Söderman                | Turné                            |
| 1956 | Polly                                         | Boyfriend (The Boy Friend) Sandy Wilson                                                                           | Lars Barringer                   | Upsala-Gävle stadsteater         |
| 1956 | Estelle                                       | Toreadorvalsen (La Valse de toréadors) Jean Anouilh                                                               | Johan Falck                      | Helsingborgs stadsteater         |
| 1957 | Lilian                                        | Kärlekskvarett (Die hellgelben Handschuhe) Willi Kollo                                                            | Åke Engfeldt                     | Helsingborgs stadsteater         |
| 1957 | Fru Jonsson                                   | Ett brott Sigfrid Siwertz                                                                                         | Johan Falck                      | Helsingborgs stadsteater         |
| 1957 | Clarissa Hailsham-Brown                       | Spindelnätet (The Spider's Web) Agatha Christie                                                                   | Eva Sköld                        | Helsingborgs stadsteater         |
| 1957 | Mrs Sedley                                    | Dårskapens timme (L'ora della fantasia) Anna Bonacci                                                              | Åke Engfeldt                     | Helsingborgs stadsteater         |
| 1957 | Marguerite Nelson-Blitz                       | Brott i sol Staffan Tjerneld                                                                                      | Bertil Norström                  | Helsingborgs stadsteater         |
| 1957 | Anais                                         | Pariserliv (La Vie parisienne) Jacques Offenbach, Henri Meilhac och Ludovic Halévy                                | Soini Wallenius                  | Helsingborgs stadsteater         |
| 1958 | Hertiginnan La Trémouille                     | Sankta Johanna (Saint Joan) George Bernard Shaw                                                                   | Johan Falck                      | Helsingborgs stadsteater         |
| 1958 | Doreen                                        | Vid skilda bord (Separate tables) Terence Rattigan                                                                | Åke Engfeldt                     | Helsingborgs stadsteater         |
| 1958 | Grevinnan                                     | Figaros bröllop eller Den uppochnervända dagen (La Folle Journée, ou Le Mariage de Figaro) Pierre de Beaumarchais | Johan Falck                      | Helsingborgs stadsteater         |
| 1958 | Jeanne                                        | Auguste Raymond Castans                                                                                           | Lennart Olsson                   | Helsingborgs stadsteater         |
| 1959 | Änkan                                         | Så tuktas en argbigga (The Taming of the Shrew) William Shakespeare                                               | Johan Falck Edvin Adolphson      | Helsingborgs stadsteater         |
| 1959 | María Zlotochienki                            | Romanoff och Julia (Romanoff and Juliet) Peter Ustinov                                                            | Lennart Olsson                   | Helsingborgs stadsteater         |
| 1959 | Fru von Baltin                                | Levande ljus (Bei Kerzenlicht) Siegfried Geyer, Robert Katscher och Karl Farkas                                   | Åke Engfeldt                     | Helsingborgs stadsteater         |
| 1962 | Marie-Dominique Beaurever                     | Tokan (L'Idiote) Marcel Achard                                                                                    | Lars-Erik Liedholm               | Helsingborgs stadsteater         |
| 1962 | Borgmästarinnan                               | Den vackra mjölnerskan (La molinera de Arcos) Alejandro Casona                                                    | Bo G. Forsberg                   | Helsingborgs stadsteater         |
| 1963 | Helena                                        | Hermione och kärleken (Hermione) Hans Koning                                                                      | Per Sjöstrand                    | Helsingborgs stadsteater         |
| 1963 | Elmire                                        | Tartuffe (Tartuffe, ou l'Imposteur) Molière                                                                       | Per Sjöstrand                    | Helsingborgs stadsteater         |
| 1964 | Fru Capulet                                   | Romeo och Julia (The Tragedy of Romeo and Juliet) William Shakespeare                                             | Per Sjöstrand                    | Helsingborgs stadsteater         |
| 1965 | En herdegosse                                 | Tosca Giacomo Puccini, Luigi Illica och Giuseppe Giacosa                                                          | Per Sjöstrand                    | Helsingborgs stadsteater         |
| 1965 | Greta Dundervinge                             | Den bästa av världar Jan Moen                                                                                     | Hans Bergström                   | Helsingborgs stadsteater         |
| 1965 |                                               | Tjuvar, lik och fala qvinnor Dario Fo                                                                             | Hans Bergström                   | Helsingborgs stadsteater         |
| 1965 | Liz                                           | Vittne mot sig själv (Inadmissable evidence) John Osborne                                                         | Bo Swedberg                      | Helsingborgs stadsteater         |
| 1965 | Jacqueline André                              | Ljusstaken (Le Chandelier) Alfred de Musset                                                                       | Bo Swedberg                      | Helsingborgs stadsteater         |
| 1965 | Yvette                                        | Mor Courage och hennes barn (Mutter Courage und ihre Kinder) Bertolt Brecht                                       | Per Sjöstrand                    | Helsingborgs stadsteater         |
| 1966 | Bernadette                                    | Saken är Oscar! eller En halv million i kappsäcken (Oscar) Claude Magnier                                         | Hans Bergström                   | Helsingborgs stadsteater         |
| 1966 |                                               | Den tappre soldaten Svejk (Osudy dobrého vojáka Švejka za světové války) Jaroslav Hašek                           | Hans Bergström                   | Helsingborgs stadsteater         |
| 1966 | Modern                                        | Picknick på slagfältet (Pique-nique en campagne) Fernando Arrabal                                                 | Hans Bergström                   | Helsingborgs stadsteater         |
| 1966 | Gnua                                          | Ruzzantes återkomst (Il Parlamento de Ruzante che iera vegnú de campo) Angelo Beolco                              | Hans Bergström                   | Helsingborgs stadsteater         |
| 1967 | Fru Markurell                                 | Markurells i Wadköping Hjalmar Bergman                                                                            | Hans Bergström                   | Helsingborgs stadsteater         |
| 1967 | Kristina                                      | Påsk August Strindberg                                                                                            | Gunnar Skar                      | Helsingborgs stadsteater         |
| 1967 | Dona Sirena                                   | Skälmarnas triumf (Los intereses creados) Jacinto Benavente                                                       | Lennart Kollberg                 | Helsingborgs stadsteater         |
| 1967 | Birgit Römer                                  | Geografi och kärlek (Geografi og kjærlighet) Bjørnstjerne Bjørnson                                                | Per Sjöstrand                    | Helsingborgs stadsteater         |
| 1967 | Fröken Deuter                                 | Byxorna (Die Hose) Carl Sternheim                                                                                 | Per Sjöstrand                    | Helsingborgs stadsteater         |
| 1968 | Guvernörens hustru Svägerskan                 | Den kaukasiska kritcirkeln (Der kaukasische Kreidekreis) Bertolt Brecht                                           | Håkan Ersgård                    | Helsingborgs stadsteater         |
| 1968 | Sarah Lord                                    | Hallå där (Say Who You Are) Keith Waterhouse och Willis Hall                                                      | Håkan Ersgård                    | Helsingborgs stadsteater         |
| 1968 |                                               | Kung Ubu (Ubu-roi) Alfred Jarry                                                                                   | Lars Göran Carlson               | Helsingborgs stadsteater         |
| 1968 |                                               | SOS eller Sanningen om säkerheten Tore Zetterholm                                                                 | Lars Göran Carlson               | Helsingborgs stadsteater         |
| 1968 | Charlotta Ivanovna                            | Körsbärsträdgården (Вишнёвый сад, Visjnjovyj sad) Anton Tjechov                                                   | Lars-Levi Læstadius              | Helsingborgs stadsteater         |
| 1968 | Trude                                         | Hemmakväll med knivkastning (Die Zimmerschlacht) Martin Walser                                                    | Martin Söderhjelm                | Helsingborgs stadsteater         |
| 1969 | Jenny                                         | Alla har en trädgård (Everything in the Garden) Edward Albee                                                      | Kaj Ahnhem                       | Helsingborgs stadsteater         |
| 1969 |                                               | Sandlådan Kent Andersson och Bengt Bratt                                                                          | Lars-Levi Læstadius              | Helsingborgs stadsteater         |
| 1969 | Elodie Marie-Antoinette                       | Bagaren, bagerskan och den lilla bagarpojken (Le Boulanger, la boulangère et le petit mitron) Jean Anouilh        | Martin Söderhjelm                | Helsingborgs stadsteater         |
| 1969 |                                               | Krigsmans lycka (Minna von Barnhelm) Gotthold Ephraim Lessing                                                     | Lars-Levi Læstadius              | Helsingborgs stadsteater         |
| 1970 | Märta                                         | Kattorna Walentin Chorell                                                                                         | Martin Söderhjelm                | Helsingborgs stadsteater         |
| 1970 | Abby Brewster                                 | Arsenik och gamla spetsar (Arsenic and Old Lace) Joseph Kesselring                                                | Martin Söderhjelm                | Helsingborgs stadsteater         |
| 1970 | Telefonisten                                  | Herr Puntila och hans dräng Matti (Herr Puntila und sein Knecht Matti) Bertolt Brecht                             | Lars-Levi Læstadius              | Helsingborgs stadsteater         |
| 1971 | Nasse                                         | Nalle Puh och hans vänner (Winnie-the-Pooh) A.A. Milne                                                            | Lars-Levi Læstadius              | Helsingborgs stadsteater         |
| 1971 | Bernarda Alba                                 | Bernardas hus (La casa de Bernarda Alba) Federico García Lorca                                                    | Lars-Levi Læstadius              | Helsingborgs stadsteater         |
| 1971 | Natalia Stepanovna                            | Ett frieri (Предложение, Predloženie) Anton Tjechov                                                               | Lars-Levi Læstadius              | Helsingborgs stadsteater         |
| 1971 | Olivia                                        | Trettondagsafton (Twelfth Night, or What You Will) William Shakespeare                                            | Lars-Levi Læstadius              | Helsingborgs stadsteater         |
| 1971 | Överläkaren                                   | Tillståndet Kent Andersson och Bengt Bratt                                                                        | Stellan Olsson                   | Helsingborgs stadsteater         |
| 1972 | Fru Sörby                                     | Vildanden Henrik Ibsen                                                                                            | Lars-Levi Læstadius              | Helsingborgs stadsteater         |
| 1972 | Direktör Fors                                 | Skymningsbaren (Twilight Bar) Arthur Koestler                                                                     | Stellan Olsson                   | Helsingborgs stadsteater         |
| 1972 | Maggy                                         | Fruar på vift (Le dindon) Georges Feydeau                                                                         | Lars-Levi Læstadius              | Helsingborgs stadsteater         |
| 1973 | Lysistrate                                    | Karusellen (The Apple Cart) George Bernard Shaw                                                                   | Claes Sylwander                  | Helsingborgs stadsteater         |
| 1973 | Tichy                                         | Dr Burkes egendomliga eftermiddag (Podivné odpoledne dr. Zvonka Burkeho) Ladislav Smoček                          | Claes Thelander                  | Helsingborgs stadsteater         |
| 1973 | Lisa                                          | Värmlänningarna Fredrik August Dahlgren och Andreas Randel                                                        | Claes Sylwander                  | Helsingborgs stadsteater         |
| 1974 | Hanna G:son Trivell                           | Pampen Lars Björkman                                                                                              | Claes Sylwander                  | Helsingborgs stadsteater         |
| 1974 | Stéphane                                      | Kaktusblomman (Fleur de cactus) Pierre Barillet och Jean-Pierre Grédy                                             | Claes Sylwander                  | Helsingborgs stadsteater         |
| 1974 | Mariane                                       | Tartuffe (Tartuffe, ou l'Imposteur) Molière                                                                       | HansKarl Zeiser                  | Helsingborgs stadsteater         |
| 1975 | Cecilia Fröding                               | Sjung vackert om kärlek Gottfried Grafström                                                                       | Claes Thelander                  | Helsingborgs stadsteater         |
| 1975 | Linda Loman                                   | En handelsresandes död (Death of a Salesman) Arthur Miller                                                        | Claes Sylwander                  | Helsingborgs stadsteater         |
| 1975 | Elaine Navazio                                | Den siste hete älskaren (Last of the Red Hot Lovers) Neil Simon                                                   | Claes Sylwander                  | Helsingborgs stadsteater         |
| 1975 | Karin Bergh                                   | Turarna, en färjepjäs Stellan Olsson och Jan Olsheden                                                             | Stellan Olsson                   | Helsingborgs stadsteater         |
| 1975 |                                               | Beteendelek Jan Bergquist                                                                                         | Claes Thelander                  | Helsingborgs stadsteater         |
| 1976 | Alice                                         | Dödsdansen August Strindberg                                                                                      | Hans Polster                     | Helsingborgs stadsteater         |
| 1976 | Annie Palewska/Helena                         | Pariserliv (La Vie parisienne) Jacques Offenbach, Henri Meilhac och Ludovic Halévy                                | Hans Polster                     | Helsingborgs stadsteater         |
| 1977 |                                               | Spanska flugan (Die spanische Fliege) Franz Arnold och Ernst Bach                                                 | Olle Johansson                   | Helsingborgs stadsteater         |
| 1977 | Fru Kristina                                  | Mäster Olof August Strindberg                                                                                     | Lars Svenson                     | Helsingborgs stadsteater         |
| 1977 | Jenny                                         | Tolvskillingsoperan (Die Dreigroschenoper) Bertolt Brecht och Kurt Weill                                          | Hans Polster                     | Helsingborgs stadsteater         |
| 1977 | Marion V Brewster-Wright                      | Gin & Bitter Lemon (Absurd Person Singular) Alan Ayckbourn                                                        | Per Möller                       | Helsingborgs stadsteater         |
| 1978 | Fräulein Schneider                            | Cabaret John Kander, Fred Ebb och Joe Masteroff                                                                   | Leif Söderström                  | Helsingborgs stadsteater         |
| 1979 | Golde                                         | Spelman på taket (Fiddler on the Roof) Jerry Bock, Sheldon Harnick och Joseph Stein                               | Edith Roger                      | Helsingborgs stadsteater         |
| 1980 | Ulla Winblad                                  | Wärdshuset Haren och Vråken Lars Forssell                                                                         | Hans Polster                     | Helsingborgs stadsteater         |
| 1980 | Evelyn                                        | Kungsfiskaren (The Kingfisher) William Douglas-Home                                                               | Hans Polster                     | Helsingborgs stadsteater         |
| 1981 | Raymonde                                      | Leva loppan (La puce à l'oreille) Georges Feydeau                                                                 | Henning Moritzen                 | Helsingborgs stadsteater         |
| 1981 | Madame Hortense                               | Dansa för mej, Zorba! (Zorba) John Kander, Fred Ebb och Joseph Stein                                              | John Zacharias                   | Helsingborgs stadsteater         |
| 1982 | Anna Kopecka                                  | Svejk i Andra världskriget (Schweyk im zweiten Weltkrieg) Bertolt Brecht                                          | Hans Polster                     | Helsingborgs stadsteater         |
| 1982 | Ethel Thayer                                  | Sista sommaren (On Golden Pond) Ernest Thompson                                                                   | Claes Sylwander                  | Helsingborgs stadsteater         |
| 1983 | Frosine                                       | Den girige (L'Avare ou l'École du mensonge) Molière                                                               | Hans Polster                     | Helsingborgs stadsteater         |
| 1983 | Kristin                                       | Fröken Julie August Strindberg                                                                                    | Tom Deutgen                      | Helsingborgs stadsteater         |
| 1983 | Häxa                                          | Med slöja och svärd Birgit Hageby                                                                                 | Karin Parrot                     | Helsingborgs stadsteater         |
| 1984 | Mor Aase                                      | Peer Gynt Henrik Ibsen                                                                                            | Edith Roger                      | Malmö Stadsteater                |
| 1985 | Mrs. Beckoff                                  | Det var en lördag afton (Torch Song Trilogy) Harvey Fierstein                                                     | Ronnie Hallgren                  | Malmö Stadsteater                |
| 1985 | Mamma Karna                                   | Sommarkvällar på jorden Agneta Pleijel                                                                            | Urban Lindh                      | Malmö Stadsteater                |
| 1985 |                                               | Top Girls Caryl Churchill                                                                                         |                                  | Malmö Stadsteater                |
| 1986 | Edna                                          | Balansgång (A Delicate Balance) Edward Albee                                                                      | Ronnie Hallgren                  | Malmö Stadsteater                |
| 1986 |                                               | Husets herre (Мещане, Mesjtjane) Maksim Gorkij                                                                    | Barbro Larsson                   | Malmö Stadsteater                |
| 1987 |                                               | Främlingarna Joakim Groth                                                                                         | Barbro Larsson                   | Malmö Stadsteater                |
| 1987 |                                               | Ett dockhem (Et Dukkehjem) Henrik Ibsen                                                                           | Lennart Olsson                   | Malmö Stadsteater                |
| 1988 |                                               | Måsen (Чайка, Tjajka) Anton Tjechov                                                                               | Ronnie Hallgren                  | Malmö Stadsteater                |
| 1988 |                                               | En uppstoppad hund Staffan Göthe                                                                                  | Magnus Bergquist                 | Malmö Stadsteater                |
| 1989 | Prästen                                       | I lodjurets timma Per Olov Enquist                                                                                | Eva Sköld                        | Malmö stadsteater                |
| 1990 |                                               | Sound of Music Richard Rodgers, Oscar Hammerstein, Howard Lindsay och Russel Crouse                               | Danya Krupska                    | Malmö Stadsteater                |
| 1990 | Linda Loman                                   | En handelsresandes död (Death of a Salesman) Arthur Miller                                                        | Lennart Olsson                   | Malmö Stadsteater                |
| 1991 |                                               | Mars eller Kärlekens spioner Barbro Smeds                                                                         | Katariina Lahti                  | Malmö Stadsteater                |
| 1991 |                                               | Blomman från Hawaii (Die Blume von Hawaii) Paul Abraham, Alfred Grünwald, Fritz Löhner-Beda och Imre Földes       | Claes Sylwander                  | Fredriksdalsteatern              |
| 1994 | Olivia                                        | Aldrig i livet (Dummy Run) Dave Freeman                                                                           | Arne Strömgren                   | Helsingborgs stadsteater         |
| 1995 |                                               | Lyckan är en talisman (Lykken er en talisman) Bodil Wamberg                                                       | Birgitta Sylwander Bodil Wamberg | Helsingborgs stadsteater         |
| 2003 | Sigrid                                        | LisaLouise Majgull Axelsson                                                                                       | Wiveka Warenfalk                 | Helsingborgs stadsteater         |
| 2007 | Madame de Rosemonde                           | Farliga förbindelser (Les Liaisons dangereuses) Christopher Hampton                                               | Solbjørg Højfeldt                | Helsingborgs stadsteater         |
| 2010 |                                               | Onkel Vanja (Дядя Ваня) Anton Tjechov                                                                             | Anna Novovic                     | Helsingborgs stadsteater         |

## Radioteater
| År   | Roll       | Produktion                                          | Regi            |
| ---- | ---------- | --------------------------------------------------- | --------------- |
| 1992 | Fru Newman | Chopins piano (Chopin's Piano) David Zane Mairowitz | Göran Stangertz |

## Bilder

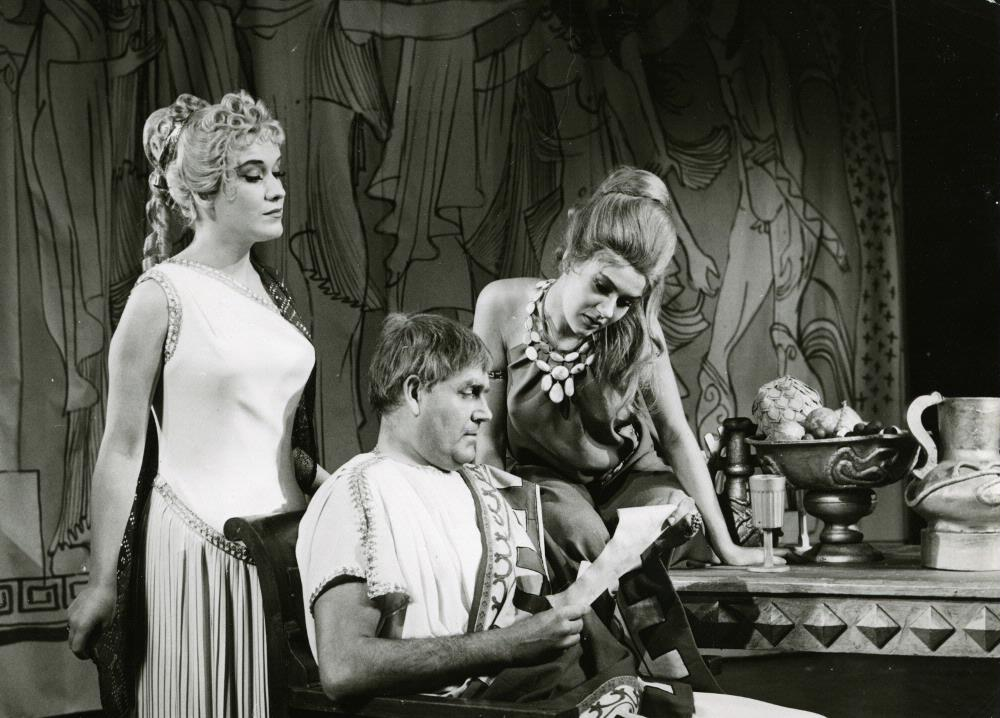
Rut Hoffsten, Erik Strandell och Lena Ewert i Hermione och kärleken på Helsingborgs stadsteater 1963.
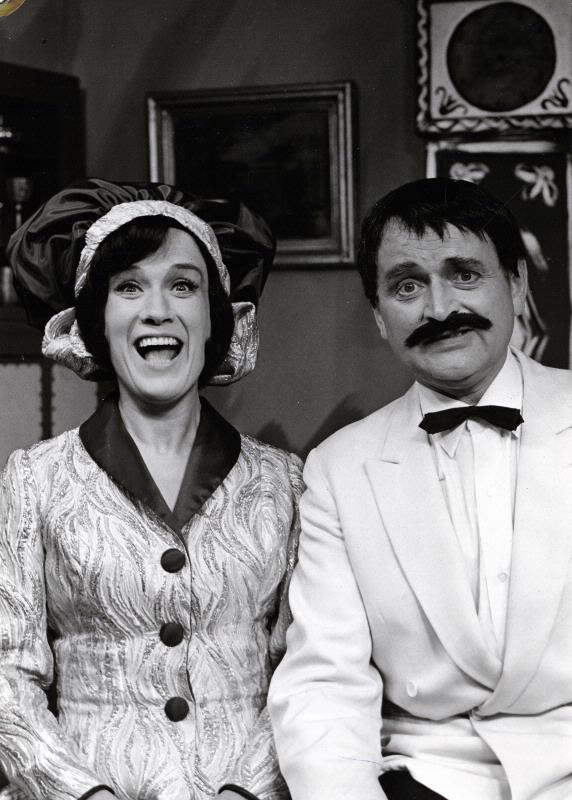
Rut Hoffsten och Gunnar Schyman i Tjuvar, lik och fala qvinnor på Helsingborgs stadsteater 1965.
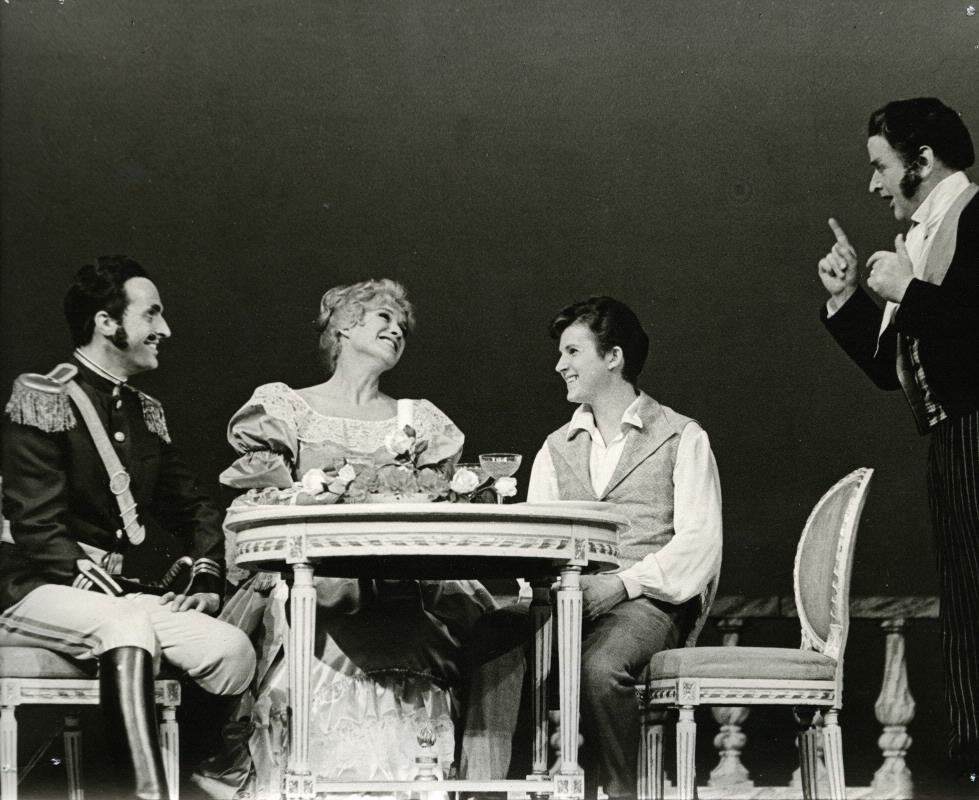
Rune Blomquist,  Rut Hoffsten, Per Jonsson och Gunnar Schyman i Ljusstaken på Helsingborgs stadsteater 1965.
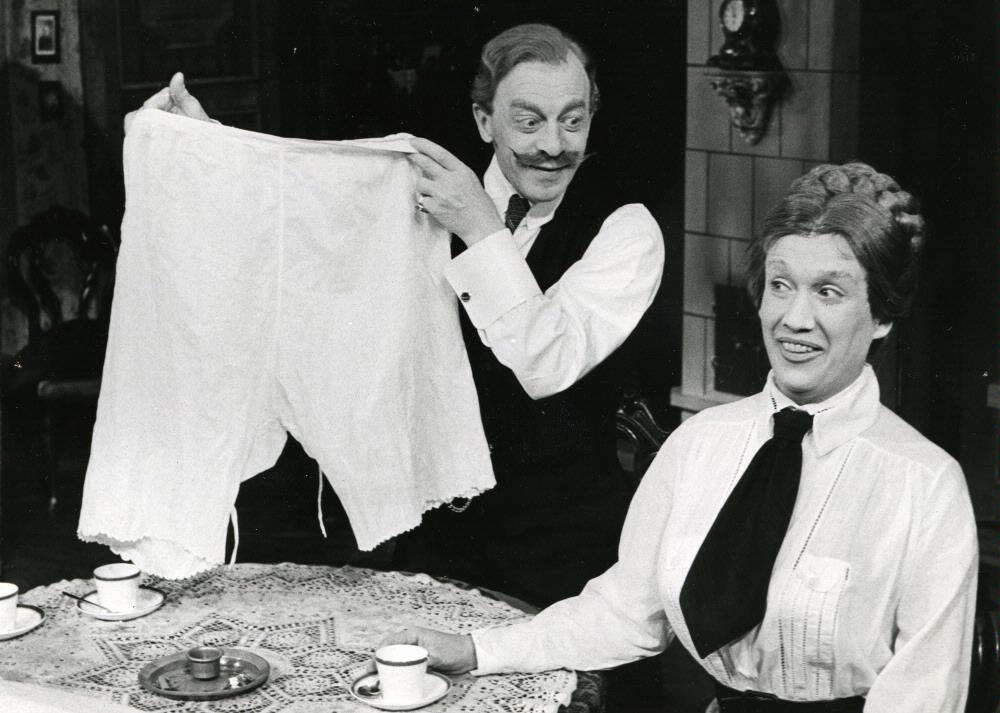
Sven-Olof Bern och Rut Hoffsten i Byxorna på Helsingborgs stadsteater 1967.